# پلو (شهر اتریش)
پلو (به آلمانی: Pöllau) یک منطقهٔ مسکونی در اتریش است که در هارتبرگ فورستنفلد واقع شده‌است. پلو ۴٫۶۲ کیلومتر مربع مساحت دارد ۴۲۵ متر بالاتر از سطح دریا واقع شده‌است.